# Religionsgespräch
Ein Religionsgespräch ist eine Unterredung oder ein Streitgespräch zwischen Menschen verschiedener Religionen oder innerreligiöser Gruppen (Konfessionen) über religiöse Streitfragen aller Art.

Andere Bezeichnungen sind Colloquium religiosum, ferner „colloquium de religione“, „religious colloquy/disputation“ oder „conférence religieuse“.
Im weiteren Sinn kann ein Religionsgespräch außer einem realen Gespräch auch eine fiktive oder mythische Unterredung sein sowie eine gebetsartige Dialogform haben.

## Begriffserklärung
Im engeren Sinne sind Religionsgespräche Dialoge oder Diskussionen der religiösen oder theologischen Vorkämpfer oder Vertreter der werdenden oder etablierten Religionen oder Konfessionen in unterschiedlichen Gesprächs- und Organisationsformen, um die jeweiligen Differenzen zu klären und eine Entscheidung oder eine Einigung herbeizuführen, die das weitere Vorgehen bestimmen und begründen soll. Sie stellen eine Einrichtung der geistigen Begegnung und Auseinandersetzung der Religionen und ihrer Konfessionen in ihrer Konkurrenz um ihre (alleinige) Anerkennung und um ihre Existenz bzw. im Zusammenleben dar. Da die Religionen durch Sinnstiftung, Verhaltensregeln und kulturelle Ausgestaltungen Staat und Gesellschaft stark bestimmen, haben Krisen besonders bei den „staatstragenden“ Religionen immer wieder Klärungsversuche nötig gemacht. Beim Fehlen gemeinsam anerkannter Grundsätze und Schiedsinstanzen versuchte man, durch offizielle oder private Debatten oder Gespräche die Konflikte auf friedliche und geistige Weise zu überwinden und vollstreckbare Ergebnisse zu erlangen, die öffentliche Geltung erhalten und den Frieden ermöglichen sollten, wenn man das Problem nicht durch bloße Anwendung der (Staats-)Gewalt zu lösen versuchte (Mission, Religionskriege, Christenverfolgung, Toleranz).
Wir finden Religionsgespräche besonders bei der Verbreitung missionarischer oder die Alleingeltung beanspruchenden Religionen wie Christentum und Islam, aber auch bei prophetischen Religionen wie Judentum, Parsismus, Manichäismus, Buddhismus oder Konfuzianismus. Die jeweilige Situation und Verfassungslage sowie die Eigenart der Religionen bestimmen Themen, Ziele, Forum, Veranstalter, Rechtsform, Organisation, Gesprächsformen, Teilnehmer, Ort und Tagungsstätten. Religionsgespräche begleiten die jeweiligen Auseinandersetzungen vom Beginn bis in die Nachgeschichte der Entscheidung. Sie können ganz private oder offizielle, interne oder öffentliche Veranstaltungen sein und im Zusammenhang von religiösen Führungsgremien, Regierungen und von Sitzungen der Synoden, Parlamente, Stadträte oder fürstlichen Ratsgremien, vor weltlichen oder geistlichen Herrschern und Gerichten oder von Hochschulen, Versammlungen von Gelehrten oder Geistlichen bzw. Mönchen sein. Der schwammige Begriff „colloquium religiosum“ trägt dieser Vielfalt Rechnung und muss für die einzelnen Beispiele jeweils spezifiziert werden (siehe Reichsreligionsgespräch, Kommunales Gespräch).
Religionsgespräche aller Art finden wir seit dem 6. Jahrhundert vor Christus bis in die unmittelbare Gegenwart, besonders in Gebieten der Ausbreitung und der Begegnung von Judentum, Christentum, Islam, Buddhismus und Hinduismus bzw. Konfuzianismus, aber auch in Mittelamerika sowie bei den Versuchen, die jeweiligen inneren Spaltungen zu überwinden oder eine Form von Koexistenz zu finden. Hauptzeiten sind die der jeweiligen Ausbreitung: des Islam im 7. bis 10. Jahrhundert, im Judentum 1000 bis 1400 und bei den Spaltungen der Christenheit nach 1054 (Morgenländisches Schisma), im Hussitismus nach 1410 und im 16. und 17. Jahrhundert infolge der Reformation. Intensiviert werden sie seit der zweiten Hälfte des 19. Jahrhunderts im Zusammenhang mit der Entwicklung des Weltverkehrs, der Mission und dem Kolonialismus. Im 20. Jahrhundert wandeln sie sich mehr zu Gesprächen gleichberechtigter Partner und im gegenseitigen Respekt (Religionskonferenz, Ökumenismus, Toleranz).

## Religionsgespräche im Mittelalter

### Zwischen der orthodoxen und der römisch-katholischen Kirche
- 1112 Niketas Seides – Erzbischof von Mailand Petrus Grossolanus
- 1136 Byzanz byzantinische Theologen – Anselm von Havelberg
- 1339 Avignon Barlaam von Kalabrien – Papst Benedikt XII.

### Zwischen der katholischen Kirche und Häretikern
- 1165 Lombers (Katharer – Katholiken)
- 1190 Narbonne (Waldenser – Katholiken)
- 1207 Pamiers (Waldenser – Katholiken)

### Jüdisch-christliche Religionsgespräche
- 1240 Disputation von Paris
- 1263 Disputation von Barcelona
- 1413/1414 Disputation von Tortosa

### Islamisch-christliche Religionsgespräche
- 781 Bagdad (al-Mahdi – Timotheus I.)
- 13. Jahrhundert (Qarâfî – Paul von Antiochien)

## Religionsgespräche der Reformationszeit

### Zwischen Altgläubigen und Evangelischen
- 1518 Heidelberger Disputation
- 1519 Leipziger Disputation
- 1523 Erste Zürcher Disputation[1]
- 1523 Zweite Zürcher Disputation
- 1524/26 Ilanzer Religionsgespräch (kath. – ref.)
- 1525 Nürnberger Religionsgespräch
- 1525 Memminger Disputation
- 1526 Badener Disputation (kath. – ref.)
- 1526 Oldersumer Religionsgespräch
- 1527 Düsseldorfer Religionsgespräch[2]
- 1528 Berner Disputation (kath. – ref.)
- 1535 Genfer Disputation (kath. – ref.)
- 1536 Lausanner Disputation (kath. – ref.)
- 1537/38 Suscher Religionsgespräch (kath. – ref.)
- 1540 Hagenauer Religionsgespräch
- 1540/41 Wormser Religionsgespräch
- 1541 Regensburger Religionsgespräch
- 1546 Regensburger Religionsgespräch
- 1549 Locarner Religionsgespräch
- 1557 Wormser Religionsgespräch (luth. – kath.)
- 1561 Religionsgespräch von Poissy (kath. – ref.) (Frankreich)
- 1589/90 Emmendinger Religionsgespräch (luth. – kath.)
- 1596 Plurser Disputation (kath. – ref.)
- 1597 Disputation von Tirano (kath. – ref.)
- 1601 Regensburger Religionsgespräch (luth. – kath.)
- 1614 Hämelschenburger Religionsgespräch (luth. – kath.)
- 1615 Neuburger Religionsgespräch (luth. – kath.)
- 1645 Thorner Religionsgespräch (luth. – ref. – kath.) (Polen)

### Zwischen Protestanten und Orthodoxen
- 1570 Jan Rokyta vor Iwan IV. (Russland)[3][4]

### Innerprotestantische Religionsgespräche
- 1525 Erste Zürcher Täuferdisputation (ref. – täuferisch)
- 1529 Flensburger Religionsgespräch (Johannes Bugenhagen, luth. – Melchior Hofmann, späterer Täufer)
- 1529 Marburger Religionsgespräch (luth. – ref.)
- 1532 Zofinger Religionsgespräch (ref. – täuferisch)
- 1536 Wittenberger Konkordie
- 1548 Jüterboger Religionsgespräch (innerlutherisch)[5]
- 1557 Pfeddersheimer Religionsgespräch (luth. – täuferisch, vgl. Heppenheimer Kreuz)
- 1560 Weimarer Religionsgespräch (innerlutherisch)
- 1564 Maulbronner Religionsgespräch (luth. – ref.)
- 1568/69 Altenburger Religionsgespräch (innerlutherisch)
- 1570 Consensus von Sandomir (luth. – ref. – Böhmische Brüder) (Polen)
- 1571 Frankenthaler Religionsgespräch (ref. – täuferisch)
- 1586 Mömpelgarder Religionsgespräch (luth. – ref.)
- 1578 Emder Religionsgespräch (ref. – täuferisch)
- 1613 Wädenswiler Religionsgespräch (ref. – täuferisch)
- 1631 Leipziger Religionsgespräch (luth. – ref.)
- 1661 Religionsgespräch von Kassel (luth. – ref.)
- 1662/3 Berliner Religionsgespräch (luth. – ref.)
- 1719 Merseburger Religionsgespräch (luth.orth. – Pietisten)